# Selina Büchelová
Selina Büchelová (* 26. července 1991, Mosnang) je švýcarská atletka, která se specializuje na běh na 800 metrů, halová mistryně Evropy na této trati z roku 2015.
V roce 2014 skončila na světovém halovém šampionátu v Sopotech v běhu na 800 metrů na čtvrtém místě. O rok později se stal halovou mistryní Evropy na této trati. Její osobní rekordy v běhu na 800 metrů pocházejí z roku 2014 – 2:01,42 na otevřeném hřišti a 2:00,93 v hale.